# Omphalozele
Die Omphalozele (aus altgriechisch ὀμφαλός Nabel, und κήλη Bruch; auch Omphalocele geschrieben; Synonym: Exomphalos), der Nabelschnurbruch oder die Nabelschnurhernie ist eine Verlagerung einiger Bauchorgane nach außen (physiologischer Nabelbruch) durch die Bauchwand des ungeborenen Kindes. Die Ursache liegt in der fehlenden oder ungenügenden Zurückbildung des physiologischen Nabelbruchs. Hierbei verbleiben die Darmschlingen im extraembryonalen Zölom und rufen eine Aufweitung der Nabelschnur hervor. Die Zurückverlagerung sollte normalerweise gegen Ende des 3. Entwicklungsmonats geschehen. Der Defekt kann schon vor der Geburt mittels Ultraschall festgestellt werden. Die Therapie besteht in einer operativen Versorgung. Die Nabelschnurhernie kommt bei allen Säugetieren vor und tritt oft bei Katzen, Hunden und Ferkeln auf.

## Pathogenese
Eine Omphalozele des Menschen entsteht zwischen Tag 32 und 70 der Schwangerschaft. Dabei fehlt die Rückbildung des physiologischen (beim Gesunden vorkommenden) Nabelbruches in der Embryonalzeit, so dass in der Mittellinie ein Substanzdefekt resultiert, was den Bruch ermöglicht.

## Epidemiologie
Die Inzidenz (Erkrankungshäufigkeit) einer Omphalozele liegt bei 1:4000 - 1:5000 Geburten. Die Omphalozele ist nicht erblich und es resultiert in der Regel kein höheres Risiko für weitere Kinder der gleichen Mutter. Letztlich ist die Ursache (Ätiologie) der Omphalozele derzeit immer noch unklar. Bei etwa vier von zehn Kindern mit einer Omphalozele liegen weitere Fehlbildungen z. B. im Bereich des Herzens, der Nieren, der Leber und des Darms vor. Überdurchschnittlich häufig finden sich Omphalozelen bei Kindern mit Cantrell-Syndrom, Pätau-Syndrom (Trisomie 13), Edwards-Syndrom (Trisomie 18), Fraser-Syndrom, Trisomie 16 und Triploidie.
Ferner kommen sie beim Shprintzen-Syndrom Typ I und dem Beckwith-Wiedemann-Syndrom vor, auch beim PAGOD-Syndrom.

## Diagnostik
Die Omphalozele kann häufig vorgeburtlich im Ultraschall diagnostiziert werden. Nach der Geburt ist die Fehlbildung offensichtlich. Eine Vorverlegung der Geburt (kleinerer Säugling) oder ein Kaiserschnitt (primäre Sectio caesarea) sind zur Vermeidung bzw. Verringerung des Rupturrisikos in Erwägung zu ziehen; hinsichtlich der neonatalen Mortalität (Sterblichkeit) und Morbidität konnten keinerlei signifikante Unterschiede zur vaginalen Entbindung nachgewiesen werden. Die isoliert vorliegende Omphalozele stellt keine Indikation für einen Schwangerschaftsabbruch dar, auch wenn dieser verlangt wird.

## Morphologie
Die Größe des Bruchsackes ist variabel (Tischtennisball- bis Handballgröße). Er enthält bei intakter Hülle Amnion, Peritoneum, Nabelgefäße, Wharton’sche Sulze und variable Anteile der intraperitonealen Organe (Darmschlingen, Leber, Magen).

## Therapie
Die Geburt sollte in einer Klinik mit angeschlossener Kinderintensivmedizin und Kinderchirurgie erfolgen. Als Geburtsmodus wird heute in vielen Fällen die Sectio caesarea (Kaiserschnitt) gewählt. Anschließend wird der Bruchsack steril abgedeckt. Das Kind erhält eine Magensonde und wird auf die Kinderintensivstation zur Stabilisierung und weiteren Diagnostik verlegt.
Ist der Nabelschnurbruch rupturiert (d. h. die Eingeweide liegen offen), muss eine rasche Operation erfolgen. Ansonsten wird abhängig von der Größe des Bruchsackes und den Begleitumständen entschieden, ob eine primäre Operation oder zunächst ein „Aufhängen“ des Bruchsackes erfolgen soll. Bei der Operation werden, wenn möglich, die Eingeweide in den Bauch gelegt und der Bauch verschlossen. Ist die Bauchhöhle zu klein, wird diese mit Fremdmaterial verschlossen, das anschließend in einer oder mehreren Operationen entfernt wird.

## Verlauf und Prognose
Der Verlauf ist von der Größe der Omphalozele und eventuell vorhandenen Begleitfehlbildungen abhängig. Beim Säugling gestaltet sich der Kostaufbau zuweilen schwierig, so dass über bestimmte Zeit die Nahrung mittels Sonde zugeführt werden muss, u. U. noch im Kleinkindalter. Bei größeren Omphalozelen sind häufig mehrere Operationen bis zum vollständigen Bauchdeckenverschluss notwendig.
Durch die Weiterentwicklung der sonografischen Untersuchungen zur frühen Diagnostik sowie verbesserte Möglichkeiten der operativen Versorgung und der parenteralen Ernährung hat sich die Prognose für Omphalozele entscheidend verbessert. Eine niederländische Studie aus dem Jahr 2009 fasst zusammen:

“After a high level of medical intervention in early life, minor and giant OC patients report similar long-term results except for the cosmetic problems mentioned more serious in giant OC. However, this did not influence quality of life in either group and is comparable to that of healthy young adults. With the latter positive prospect in mind, expectant parents with fetal diagnosis of OC and parents of newborns with OC should be informed that the high burden of (surgical) interventions their child will need to undergo will likely yield a good health status in the long-term, especially when there are no associated anomalies.”

„Nach intensiver medizinischer Betreuung im frühen Lebensstadium liegen sowohl für Patienten mit kleineren als auch größeren Befunden für Omphalozele ähnliche Langzeitergebnisse vor, von kosmetischen Gesichtspunkten abgesehen, die für große Omphalozelen schwerer wiegen. Dies jedoch beeinflusste in keiner der beiden Gruppen die Lebensqualität, die sich mit der gesund geborener junger Erwachsener vergleichen lässt. Unter Berücksichtigung dieser positiven Aussichten sollten werdende Eltern mit einer beim Kind pränatal festgestellten Omphalozele, sowie Eltern von Neugeborenen mit dieser darüber in Kenntnis gesetzt werden, dass die hohe Belastung der (operativen) Therapie, der das Kind notwendigerweise unterzogen werden muss, mit hoher Wahrscheinlichkeit auf lange Sicht einen guten Gesundheitszustand zum Ergebnis haben wird, besonders dann, wenn keine weiteren Anomalien vorliegen.“

Die Lebensqualität von Patienten mit Omphalozele unterscheidet sich auch weiteren Studien zufolge nicht signifikant vom Bevölkerungsdurchschnitt. Eine verkürzte Lebenserwartung oder höhere Prävalenz von Krankheiten besteht nicht, ebenso konnten keinerlei Unterschiede hinsichtlich erreichter Bildungsabschlüsse festgestellt werden. Für weibliche Betroffene ist eine Schwangerschaft möglich.
In den US-Bundesstaaten Nebraska und Arkansas ist der 31. Januar seit 2015 anerkannter „Omphalocele Awareness Day“.